# Highway to Hell (píseň)
„Highway to Hell“ je skladba australské hardrockové skupiny AC/DC. Jde o jednu z nejznámějších skladeb skupiny. Highway to Hell je úvodní píseň celého alba Highway to Hell. Text pojednává o pomyslné cestě do pekla. V lidové anketě Radia Beat 500 fláků od beaťáků píseň obsadila třetí příčku.

## Sestava
- Bon Scott – sólový zpěv
- Angus Young – sólová kytara
- Malcolm Young – rytmická kytara, doprovodné vokály
- Cliff Williams – basová kytara, doprovodné vokály
- Phil Rudd – bicí